# بن مکی
بن مکی (انگلیسی: Ben Mackey؛ زادهٔ ۲۷ اکتبر ۱۹۸۶) بازیکن فوتبال اهل بریتانیا است.
از باشگاه‌هایی که در آن بازی کرده‌است می‌توان به باشگاه فوتبال کاونتری سیتی اشاره کرد.